# Elio Quercioli
Elio Quercioli (Milano, 14 settembre 1926 – Milano, 4 febbraio 2001) è stato un politico, giornalista e partigiano italiano.

## Biografia
Inizia l'attività antifascista a 14 anni, tre anni dopo guida un distaccamento SAP della 113ª Brigata Garibaldi a Milano, venendo rinchiuso per un paio di mesi nel carcere di San Vittore, fino all'aprile 1945.
Diventato poi giornalista, divenne direttore del milanese La voce comunista, ma anche capocronista e condirettore del quotidiano L'Unità.
Con il Partito Comunista Italiano viene eletto deputato per la prima volta nel 1976, confermando il proprio seggio anche alle elezioni del 1979, del 1983 e del 1987. Dopo la svolta della Bolognina aderisce al Partito Democratico della Sinistra, che rappresenta alla Camera fino al 1992. Successivamente confluisce nei Democratici di Sinistra, di cui è presidente della Commissione di garanzia della Federazione milanese fino alla morte. Negli ultimi anni è stato anche presidente dell'Ismec di Sesto San Giovanni e componente del Consiglio nazionale dell'ANPI.
È morto il 4 febbraio 2001, all'età di 74 anni.